# Molham Babouli
Molham Babouli (árabe: ملهم بابولي ; nacido el 2 de enero de 1993) es un futbolista canadiense que juega en el York United Football Club de la Canadian Premier League.

## Trayectoria

### Toronto FC
Babouli pasó un tiempo en Sheridan College antes de unirse a la Academia TFC en 2014. Jugó con el equipo de la academia senior en la temporada inaugural de League1 Ontario donde lideró la liga en anotaciones con 27 goles en todas las competiciones. La TFC Academy ganaría el título de la temporada regular y el campeonato de la Copa Interprovincial contra CS Longueuil, los campeones de la Première Ligue de soccer du Québec. Babouli en esa temporada ganó los honores de la Bota de Oro y de ser el Jugador Más Valioso de la Liga.
El 12 de marzo de 2015, Babouli firmó su primer contrato profesional con Toronto FC II antes de su temporada inaugural en la USL Championship. Hizo su debut profesional contra el Charleston Battery el 21 de marzo y marcó su primer gol para el club en el mismo partido; su actuación en ese partido fue recompensada con una aparición en el equipo de la semana de la USL el 24 de marzo.
El 5 de marzo de 2016, Babouli firmó con Toronto FC. Hizo su debut en la MLS contra el Sporting Kansas City el 20 de marzo como sustituto de Tsubasa Endoh. Sin embargo regresó a Toronto FC II cedido antes de la temporada 2016 de la USL. 
El 21 de abril de 2017, el club anunció que Babouli había recibido exenciones.

### Sigma FC
Babouli firmó con Sigma luego de su liberación del Toronto FC. Marcó un gol en su debut contra Aurora el 8 de julio de 2017.

### Al-Ittihad
En septiembre de 2017, Babouli se unió al Al-Ittihad de la Liga Premier de Siria. Terminaron en segundo lugar en la temporada 2017-18 después de perder un desempate ante El-Jaish con quien empataron en puntos.

### Mississauga MetroStars
El 2 de noviembre de 2018 Babouli firmó con el Mississauga MetroStars de MASL antes de su temporada inaugural. En su temporada de debut en MASL fue nombrado el debutante del año, también fue anunciado como el nuevo capitán del equipo antes de la temporada MASL 2019-20.

### FC Ucrania United
Babouli jugó en la Canadian Soccer League durante la temporada 2019 con el Ukraine United. En su partido de debut el 8 de septiembre de 2019 registró cuatro goles ante el Brantford Galaxy. Logró su segundo triplete el 1 de octubre contra el SC Real Mississauga, como resultado terminó como el máximo goleador del club con nueve goles y el cuarto máximo goleador de la liga, a pesar de jugar solo cuatro partidos —Mykola Temniuk lideró la liga con 18 goles en 17 partidos—.
En el partido inaugural de la postemporada, Babouli anotó contra el Hamilton City SC y avanzó a la siguiente ronda tras una tanda de penaltis. En la semifinal contribuyó con otro gol en la victoria por 5-3 contra el Waterloo Region y avanzó al Campeonato de la Canadian Soccer League donde participó en la final contra Scarborough SC, pero en un esfuerzo perdido.

### Forge FC

#### Temporada 2020
El 4 de agosto de 2020, Forge Football Club anunció la firma de Babouli a un contrato. Hizo su debut con el club de Hamilton el 13 de agosto como suplente en el partido inaugural de la temporada 2020 contra el Cavalry FC. El 19 de septiembre, Forge derrotó al HFX Wanderers FC en la final de la Canadian Premier League de 2020 para ganar el título de liga. Babouli ayudó en el gol de la victoria del juego y fue nombrado el jugador del partido.

#### Temporada 2021
Babouli volvió a firmar con Forge para la temporada 2021 de la Premier League canadiense. Al ganar la temporada 2020, Forge se clasificó para la Liga CONCACAF 2021. En la ronda preliminar, Forge se enfrentó al Club Deportivo FAS y Babouli anotó el gol de la victoria en el primer tramo que Forge ganaría 3-1. Un empate 2-2 en el partido de vuelta significó que Forge avanzaría. En la siguiente ronda, Forge se enfrentó a Independiente de Panamá. Después de un juego sin goles, Babouli volvería a enviar a Forge a la siguiente ronda al abrir el marcador en una victoria por 2-0. La siguiente ronda, los cuartos de final, enfrentó a Forge contra el club costarricense Santos de Guápiles. Forge perdió el partido de ida fuera 3-1, pero Babouli fue el héroe en el partido de vuelta, primero asistiendo al gol de Omar Browne y luego anotándose para darle a Forge la ventaja en goles a domicilio, aunque Joshua Navarro sellaría más tarde el juego para al poner el 3-0. Esta victoria envió a Forge a las semifinales y también los clasificó para la Liga de Campeones de la Concacaf 2022 convirtiéndose de esta manera en el prime equipo de la Premier League canadiense en clasificarse.

## Selección nacional

### Canadá sub-23
Babouli debutó con la selección sub-23 de Canadá  en los Juegos Panamericanos de 2015. Jugó su primer partido contra Brasil y anotó un gol en la derrota por 4-1.
El 18 de septiembre de 2015 fue incluido en el equipo para disputar el Campeonato de Clasificación Olímpica Masculina de la CONCACAF 2015.

### Siria
En noviembre de 2021 fue nombrado en el equipo preliminar de Siria para la Copa Árabe de la FIFA 2021.

## Clubes
| Club                   | País   | Año             |
| ---------------------- | ------ | --------------- |
| Toronto FC III         | Canadá | 2014            |
| Toronto FC II          | Canadá | 2015            |
| Toronto FC             | Canadá | 2016            |
| Toronto FC II (cedido) | Canadá | 2016            |
| Toronto FC             | Canadá | 2017            |
| Sigma FC               | Canadá | 2017            |
| Al-Ittihad             | Siria  | 2017 - 2018     |
| Mississauga MetroStars | Canadá | 2018 - 2019     |
| FC Ucrania United      | Canadá | 2019            |
| Forge FC               | Canadá | 2020 - 2022     |
| Muaither SC            | Catar  | 2022            |
| York United FC         | Canadá | 2022 - presente |

## Vida personal
En abril de 2018, Babouli fue detenido por la policía militar de Siria al obtener la tarjeta de identidad siria, debido a que cada hombre sirio tiene que hacer el servicio militar obligatorio. Sin embargo fue puesto en libertad días después tras pagar la tasa exigida para la exención de los deberes militares.

## Palmarés

### Campeonatos nacionales
| Título                  | Club       | País   | Año  |
| ----------------------- | ---------- | ------ | ---- |
| Campeonato Canadiense   | Toronto FC | Canadá | 2016 |
| Copa Trillium           | Toronto FC | Canadá | 2016 |
| Canadian Premier League | Forge FC   | Canadá | 2020 |

### Distinciones individuales
| Distinción                                           | Temporada |
| ---------------------------------------------------- | --------- |
| Bota de Oro de la League1 Ontario                    | 2014      |
| Jugador Más Valioso de la League1 Ontario            | 2014      |
| Principiante del año en la Major Arena Soccer League | 2018-19   |